# Lembitu
Lembitu von Lehola (estnisch auch: Lembit, lateinisch: Lembitus, Lembito, Lambite, Lembitu * unbekannt; † 21. September 1217 bei Viljandi).  Rex ae senior Lembitus Wytamas (alt estnisch: Wytamas – Gewinnerman) war der erste estnische kuningas (König) und einer der bekanntesten estnischen Anführer im Kampf gegen das Vordringen der deutschen Schwertbrüder zu Beginn des 13. Jahrhunderts.
Lembitu wird in der Livländischen Chronik Heinrich von Lettlands vierzehn Mal erwähnt, erstmals im Rahmen einer militärischen Unternehmung am Fluss Ümera im Frühjahr 1211. 1212 vernichteten von Lembitu angeführte Truppen im historischen estnischen Bezirk Sakala Kräfte des missionarisch tätigen deutschen Schwertbrüderordens und überfielen danach Pskow, damals eine Stadt der Republik Nowgorod.
1215 wurde Lembitus Stützpunkt, die Festung Leole (wahrscheinlich beim heutigen Lõhavere, Landgemeinde Suure-Jaani) von den Deutschen überrannt und Lembitu gefangen genommen. 1217 erfolgte seine Freilassung, allerdings mussten Geiseln bei den Deutschen belassen werden. Lembitu versuchte, die Esten im Kampf gegen die deutschen Eindringlinge zu einen. Es gelang ihm, eine Armee von 6.000 Mann aus den verschiedenen estnischen Gebieten zusammenzustellen.
"Et gavisi sunt Estones et miserunt per universam Estnoniam et  congregraverunt exercitum magnum nimis et fortem. Et resderunt aput Palam in Saccala, Quorum Rex ae senior Lembitus Wytamasconvocavit omnes de omnibus provinciis. Veneruntque ad eos tam Rotalienses quam  Harionenses, tam Vironenses quam Revelenses, Gerwanenses et Sackalanenses.  Et erant ez eis milia sex."
Am Matthäustag, dem 21. September 1217, wurde König Lembitu in der Schlacht getötet.

## Ehrungen
Nach Lembitu wurden zwei Schiffe der Estnischen Marine benannt:
- das ehemalige russische Kanonenboot Bobr wurde bei der Übernahme durch Estland auf den Namen Lembit getauft.
- Bei der Indienststellung des zweiten U-Bootes der Kalev-Klasse wurde dieses 1936 ebenfalls auf den Namen Lembit getauft.